# Pakosaari
Pakosaari är en ö i Finland. Den ligger i sjön Puula och i sjön Puula och i kommunen S:t Michel i den ekonomiska regionen  S:t Michel och landskapet Södra Savolax, i den södra delen av landet, 200 km nordost om huvudstaden Helsingfors. Öns area är 3,5 hektar och dess största längd är 410 meter i nord-sydlig riktning.